# Pyrrhopyge schausi
Espèce
Pyrrhopyge schausi est une espèce de lépidoptères (papillons) de la famille des Hesperiidae, de la sous-famille des Pyrginae, de la tribu des Pyrrhopygini et du genre Pyrrhopyge.

## Dénomination
Pyrrhopyge schausi a été nommé par Ernest Layton Bell (d) en 1931 sous le nom initial de Yanguna schausi.

### Nom vernaculaire
Pyrrhopyge schausi se nomme Schaus' Firetip en anglais.

## Description
Pyrrhopyge cressoni présente un corps trapu de couleur marron avec les flancs du thorax et l'extrémité de l'abdomen rouge.
Les ailes sont de couleur marron avec une frange orange. Sur le revers, aux ailes postérieures, une tache orange marque la partie basale et se continue par une ligne le long du bord costal.

## Écologie et distribution
Pyrrhopyge schausi est présent en Colombie, en Équateur et dans le Nord du Pérou,.

### Protection
Pas de statut de protection particulier.